# Flora
Flora (latinski flos cvijet), ponekad i cvjetana, ime je za biljni svijet uopće, za razliku od faune – životinjskog svijeta. Posebno, skup biljnih svojti pojedinog dijela Zemljine površine (kontinenta, zemljopisnog područja, zemlje, oblasti) ili nekog određenog vremenskog razdoblja u prošlosti Zemlje, odnosno geološkog sloja, npr.: flora Europe, flora Sredozemlja, flora Dinarskog gorja, flora devona, flora karbona ili onaj biljni svijet koji se prilagodio životu u jednoj određenoj sredini, npr. morska flora, bakterijalna flora mlijeka, intestinalna flora. Prema sistematskoj pripadnosti pojedinih biljnih svojti govori se npr. o flori bakterija, flori alga, o vaskularnoj flori. S obzirom na množinu biljnih svojti govori se o područjima s više ili manje bogatom florom. Osobitim bogatstvom biljnih tipova odlikuje se n.pr. flora Balkanskog poluotoka. S genetskog i sa zemljopisnog stajališta flore pojedinih dijelova Zemlje najbolje karakteriziraju flornim elementima.
Proučavanjem flore pojedinih područja bavi se geobotanika.

## Više informacija
- florne oblasti
- florni elementi
- floristika